# Pandolfo Reschi
Pandolfo Reschi (né Pandolf Resch à Danzig, actuellement Gdansk, en 1643 et décédé à Florence en 1696) est un peintre italien actif en Italie.

## Biographie
Parti à Rome quand il était jeune, il y est devenu l'un des plus habiles élèves de Giacomo Borgognone. Il a peint des batailles et a imité les paysages de Salvator Rosa. Il excellait également dans la perspective et les vues architecturales.
Arrivé à Florence au milieu des années 1660, il poursuit ses études de figure avec Livio Mehus, Antonio Giusti et Pier Dandini. 
En 1670, il a été engagé par la cour des Médicis et est devenu un protégé du cardinal Francesco Maria de' Medici, auprès de qui il a vécu de 1680 jusqu'à la fin de ses jours. Ses tableaux étaient très appréciés par les grandes familles de la noblesse toscane, en particulier les Corsini. Il a travaillé pour la Galerie des Offices sous la direction de l'érudit et architecte florentin Giacinto Marmi.

## Œuvres
Beaucoup de ses toiles sont aujourd'hui dans des collections privées.
À la Galerie Palatine deux œuvres qui appartenaient au cardinal François Marie de Médicis dans sa résidence de la Villa di Poggio Imperiale :
- Un Miracle de saint Jean-Baptiste (paysage), 1690, huile sur toile, 108 × 131 cm.
- L'Attaque d'un couvent (paysage), œuvre tardive, huile sur toile, 92 × 135 cm

À Rome, on peut voir :
- Paysage avec la Villa Médicéenne di Lappeggi *
- Paysage avec des voyageurs
- Paysage avec cascade (clairement influencé par Salvator Rosa)

Au Musée de Grenoble : 
- Combat de Cavalerie (1), huile sur toile, 44 x 68 cm[3].
- Combat de Cavalerie (2), huile sur toile, 44 x 67 cm[4].

Au Musée des Augustins de Toulouse: 
- Paysage avec scène de brigandage, huile sur toile, 62 x 70 cm (anciennement attribuée à Salvator Rosa)[5].

## Galerie

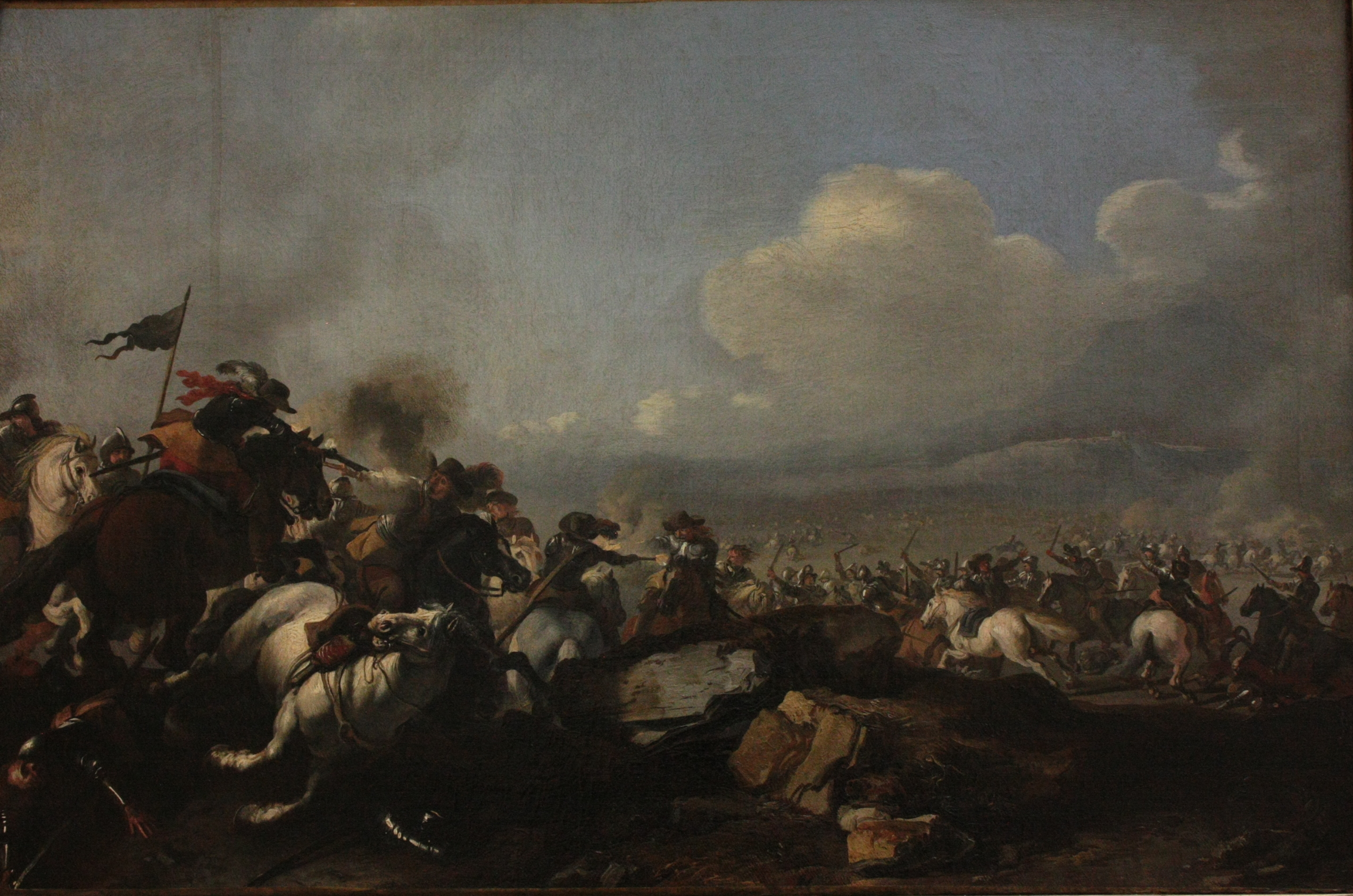
Scène de bataille, Musée de Grenoble.
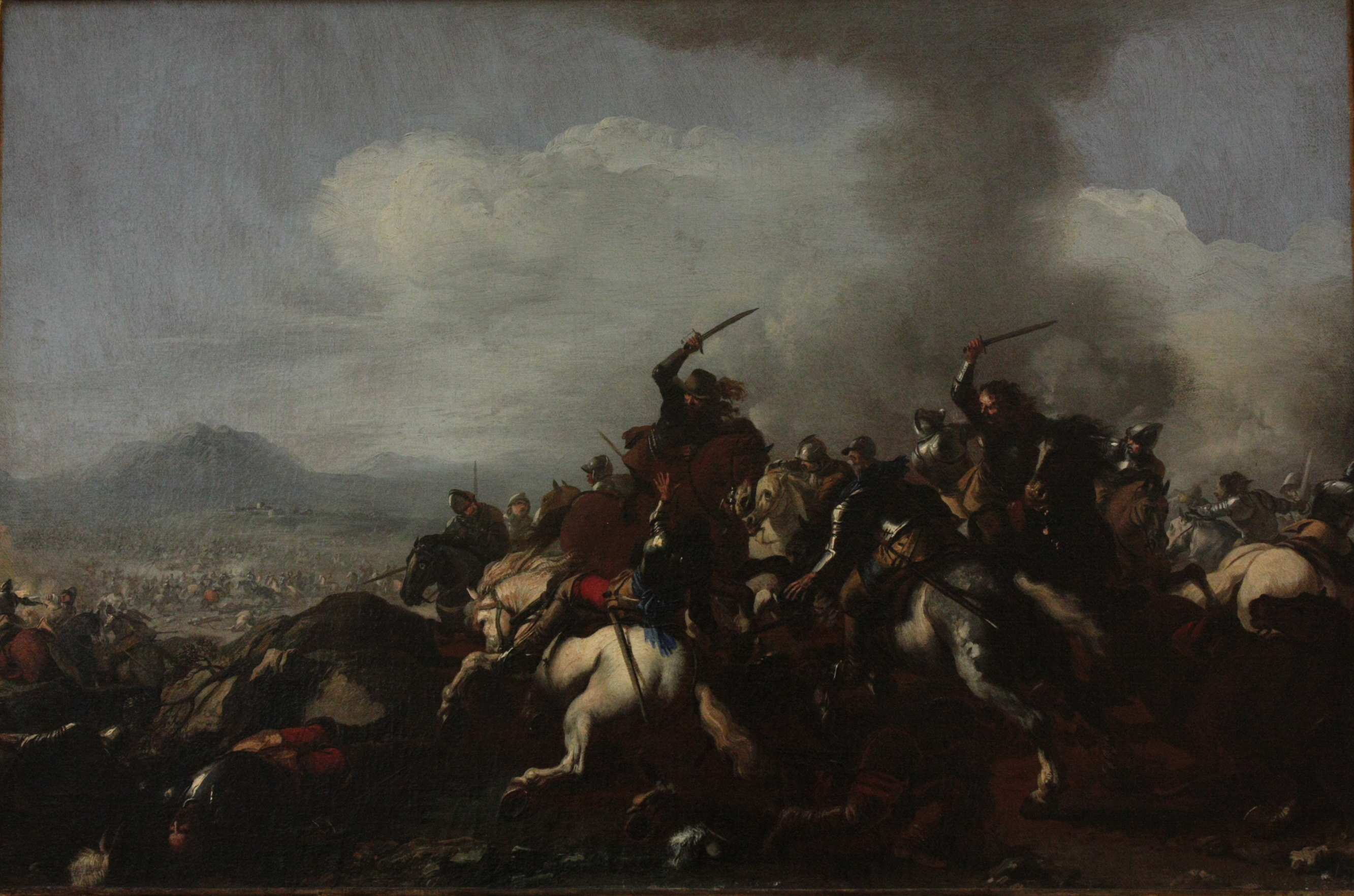
Scène de bataille, Musée de Grenoble.
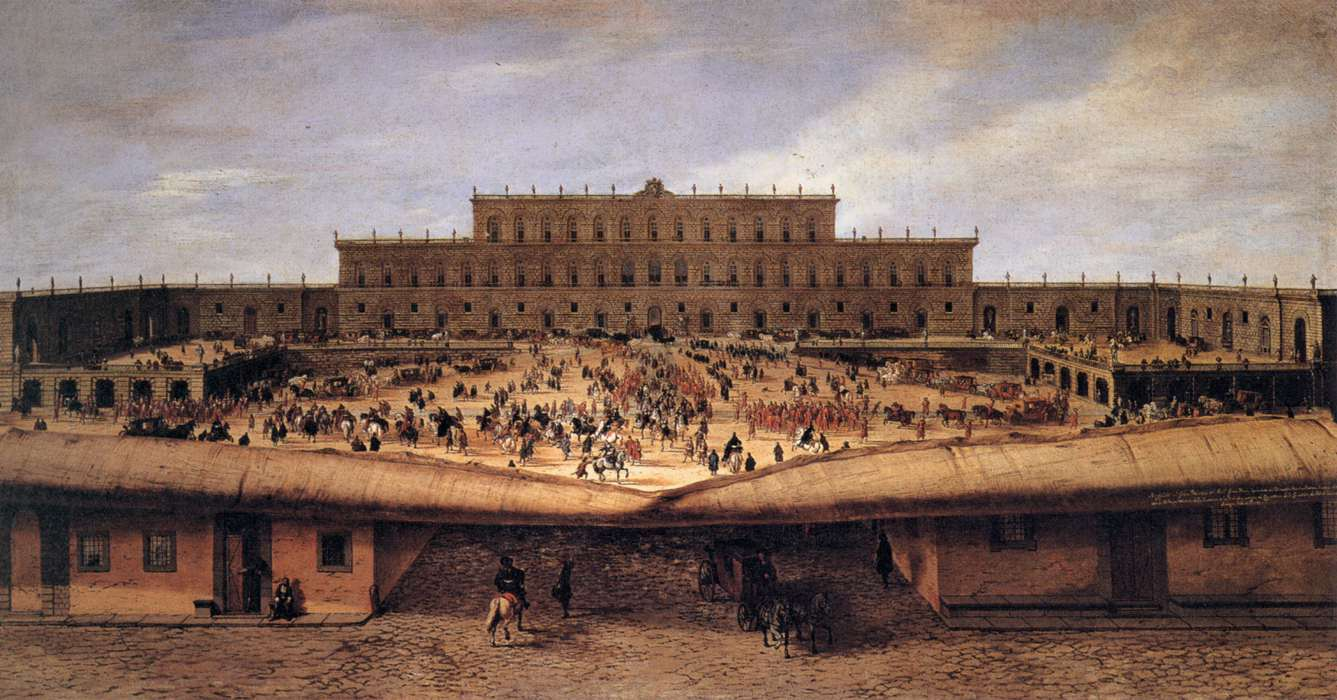
Vue du Palais Pitti, Palais Pitti.